# Imperia Cognati
Imperia Cognati, auch Donna Imperia oder die Imperia la divina (italienisch Göttliche Imperia) genannt, (geboren am 3. August 1486 in Rom, gestorben am 15. August 1512 ebenda) war eine italienische Kurtisane. Zahlreiche Details ihres Lebens sind unklar.

## Name und Herkunft

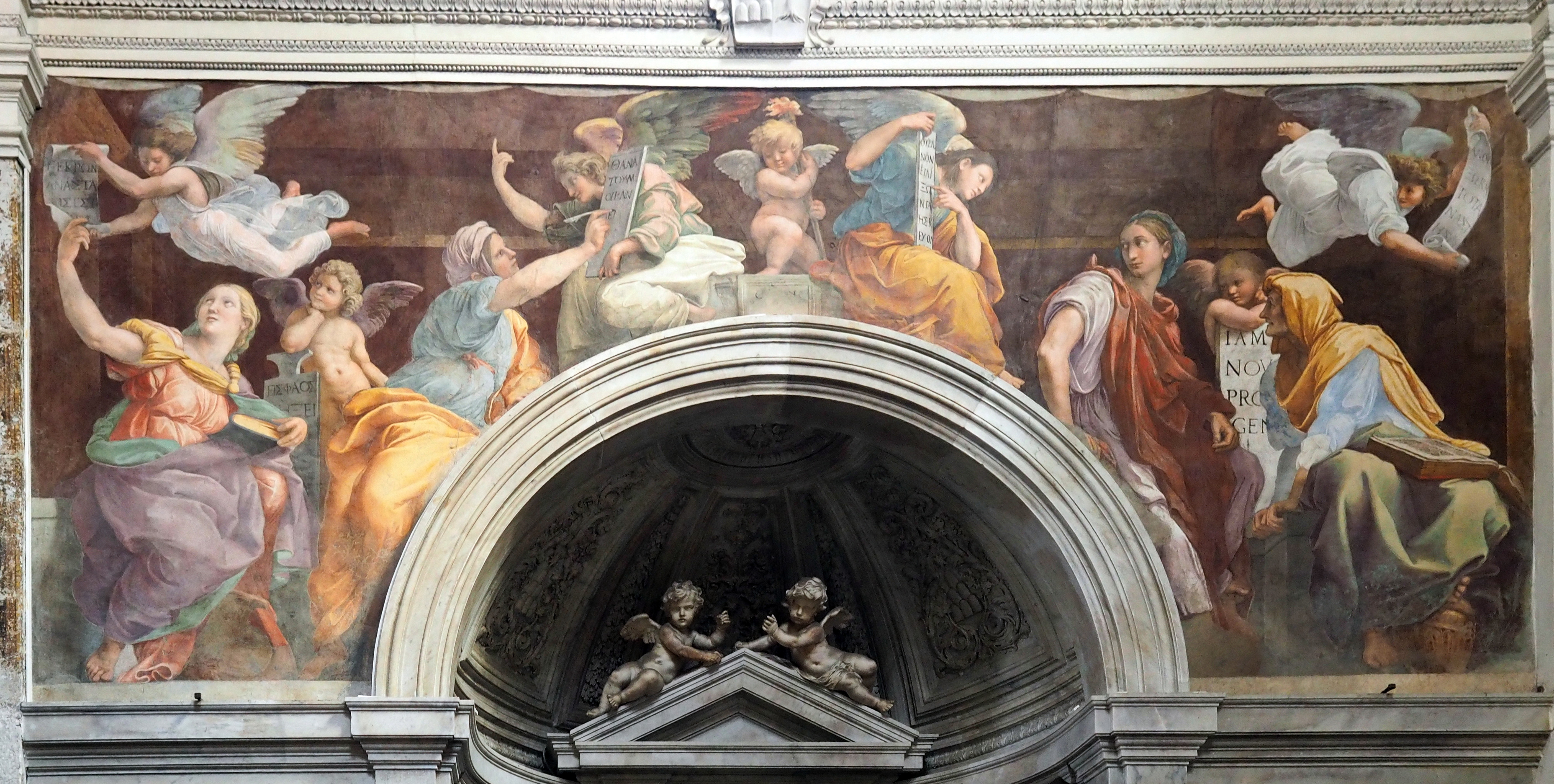
Darstellung Imperias als Sibylle links im Bild

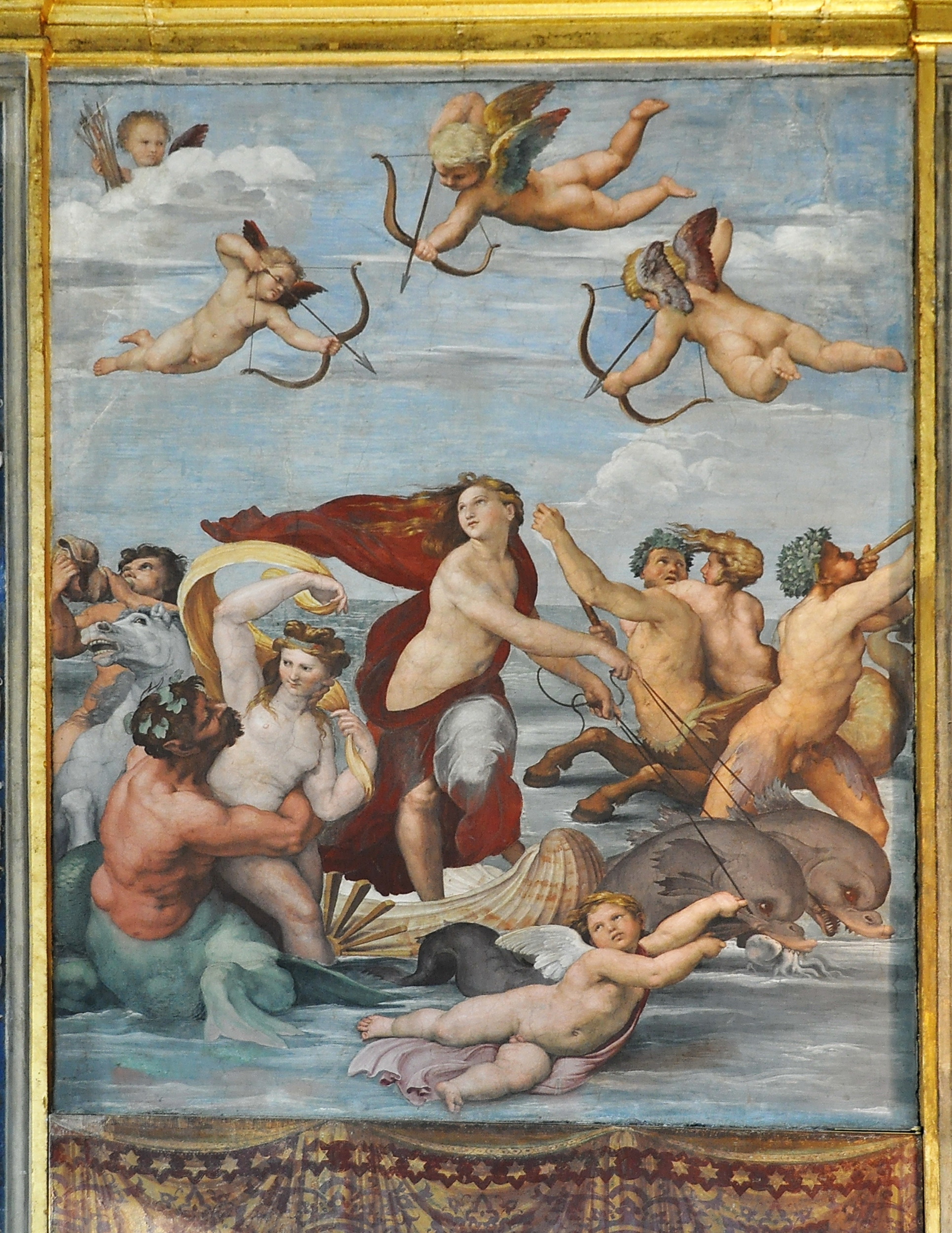
Darstellung Imperias als Galatea

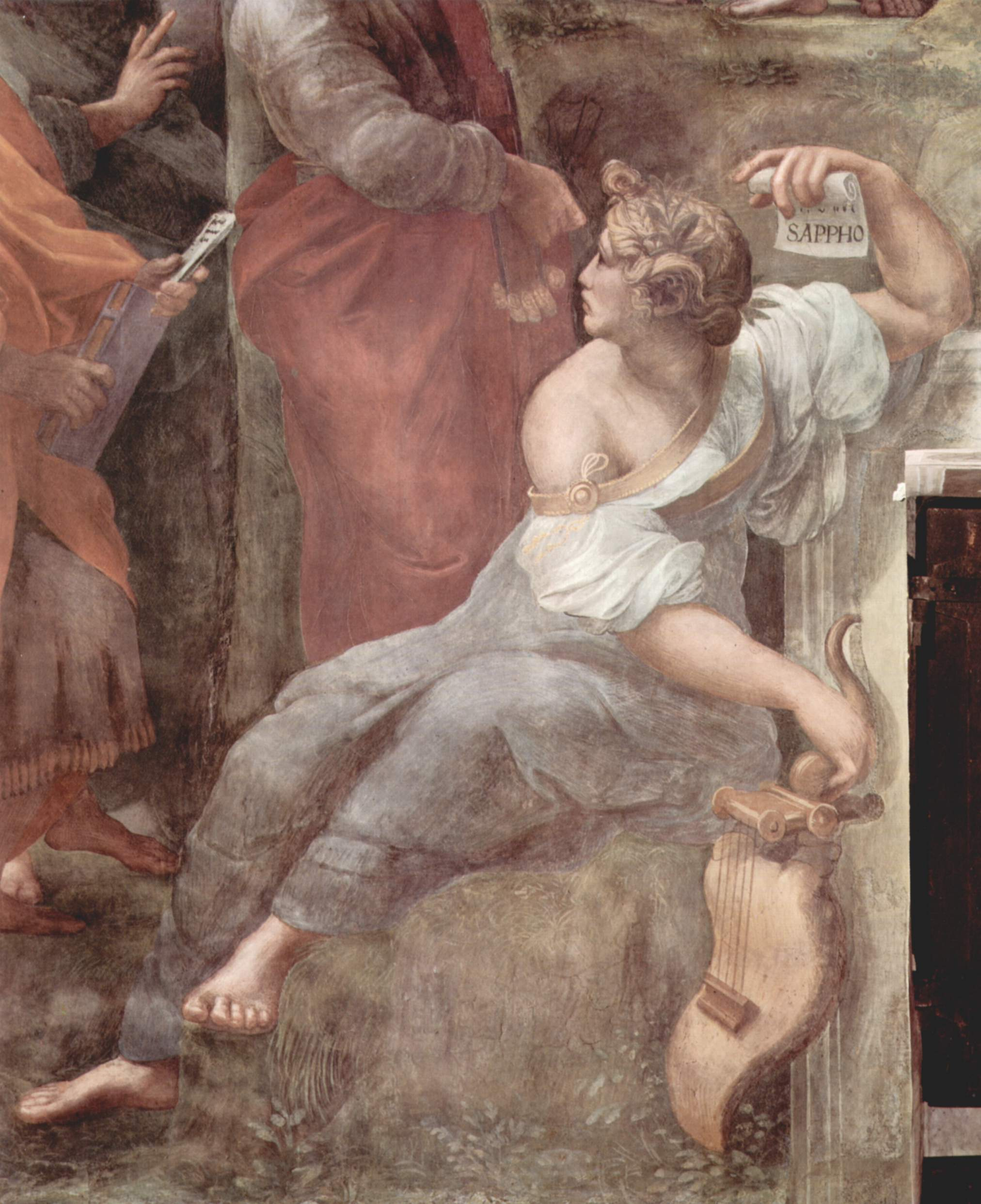
Mutmaßliche Darstellung Imperias als Sappho

Imperia war die Tochter von Diana di Pietro Cognati (auch überliefert: Cugnati, Corgnati), einer römischen Prostituierten. Ihr Vater hatte entweder den Vornamen Paris oder den Nachnamen „De Paris“ als Abstammungsbezeichnung. Es wurde daher spekuliert, ob der spätere päpstliche Zeremonienmeister Paris de Grassis (ca. 1470–1528) ihr Vater sein könnte. Imperia selbst nannte sich in mehreren Dokumenten Imperia (di Pietro) Cognati und nur in ihrem Testament Imperia de Paris. Der ihr bisweilen zugeschriebene Vorname Lucrezia stammt möglicherweise von ihrer Tochter und ist nicht ihr eigener Taufname.
Weitere Unklarheiten gab es aufgrund ihres Geburtsorts und -datums. Als Geburtsjahr wird in den Quellen häufig das Jahr 1481 mit dem gleichen Kalenderdatum genannt. Neben Rom (Via Alessandrina im Viertel Borgo) galt auch Ferrara als möglicher Herkunftsort.

## Berufsleben
Sie wählte früh den Namen Imperia als ihren Künstlernamen oder begann sich nach der Geburt ihrer Tochter unter ihrem tatsächlichen Namen in der gehobenen Gesellschaft zu prostituieren. Fest steht, dass sie bald nach ihrem Eintritt ins Berufsleben als prägende Vertreterin des Lebensstils einer Kurtisane galt. Von Zeitgenossen wurden ihr Charme und ihre Intelligenz gepriesen. Ihr bedeutendster Geliebter war der Bankier Agostino Chigi. Er finanzierte ihren aufwendigen Lebensstil; Dokumente belegen, dass sie sowohl ein Haus in Rom als auch eine Villa außerhalb der Stadt besaß.
Dabei soll der Palast der Göttlichen Imperia fürstlichen Zuschnitt besessen und sie sich mit einem Gefolge aus den Söhnen der edelsten Familien umgeben haben. Zu diesen Freunden gehörte auch Raffael, dem die schöne Imperia mehrfach Modell stand. Über ihrem Türportal soll die unzweideutige Inschrift gestanden haben, dass der Eintretende Geist, Witz und gute Laune mitbringen und der Fortgehende Geld oder ein ansehnliches Geschenk zurücklassen möge. Eine weitere kolportierte Anekdote ist der Ausspruch, Rom sei zweimal von den Göttern beschenkt worden: Mars habe ihnen das Imperium Romanum gegeben, Venus die Imperia.

## Bekannte Geliebte
- Filippo Beroaldo der Jüngere, Dichter, Philologe, Bibliothekar
- Angelo di Bufalo, Bankier
- Agostino Chigi, Bankier und Mäzen
- Angelo Colocci, päpstlicher Sekretär unter Leo X.
- Tommaso Inghirami, päpstlicher Bibliothekar
- Blosio Palladio, Dichter und Architekt im Kirchendienst
- Raffael, Maler
- Jacopo Sadoleto, später Kardinal

## Tod
Zu ihrem Tod gibt es ebenfalls verschiedene Überlieferungen. Sie soll am 13. August 1512 Gift genommen und ihr Testament aufgesetzt haben und sei zwei Tage später gestorben, obwohl ihr verzweifelter Gönner noch Ärzte zu ihr gebracht hatte. Als Motiv für den Selbstmord werden genannt: Liebeskummer, das Gefühl, durch die jüngere Geliebte Chigis zurückgesetzt zu werden, eine Reaktion auf das Verhalten ihres Geliebten Bufalo oder sogar eine für sie aussichtslose Ehrenstreitigkeit mit Papst Julius II.
Hingegen berichtet der zeitgenössische Autor Pietro Aretino, Imperia sei reich und geehrt [...], würdig in ihrem eigenen Haus gestorben.
Chigi finanzierte für sie ein herrschaftliches Begräbnis und ein Grabmonument in der Kirche Santi Andrea e Gregorio al Monte Celio, welches nicht erhalten geblieben ist.

## Familie
Im Alter von 17 oder 14 Jahren gebar sie eine Tochter namens Lucrezia, deren Vaterschaft seitens der meisten Historiker Agostino Chigi zugewiesen wird. Lucrezias tatsächlicher Vater lässt sich nicht mehr ermitteln. Im Testament von 1512 wurde Lucrezia zur Erbin ihrer Mutter ernannt, als Stiefvater wurde Paolo Trotti eingesetzt, der Kantor der päpstlichen Kapelle.
Imperia machte Agostino Chigi, Ulisse Lanciarini da Fano sowie Paolo und Diana di Trevi zu ihren Testamentsvollstreckern und bat Chigi, für ihre Tochter eine Heirat zu arrangieren. Lucrezia wuchs in Siena oder im Konvent der Santa Maria in Campo Marzio behütet und tugendhaft auf. Sie heiratete 1514 Arcangelo Colonna, hatte mit ihm zwei Söhne und stritt mit ihrer Großmutter, die mit nur 100 Dukaten abgefunden worden war, bis 1521 über das Erbe der Mutter. Sie vergiftete sich am 9. Januar 1522, da sie hierin die einzige Möglichkeit sah, den Annäherungsversuch Kardinal Raffaele Petruccis abzuwehren. Sie überlebte den Suizidversuch und galt fortan als tugendhafte Frau.
Die Existenz einer zweiten Tochter Imperias von Chigi, Margherita, ist nicht urkundlich belegt und wird von Fachleuten angezweifelt.

## Künstlerische Inspiration
Imperia sowie ihr später zugeschriebene literarische Figuren standen Modell für verschiedene Kunstwerke:
- Raffael soll der von ihm geschaffenen Darstellung der Sappho im Vatikanischen Palast die Züge der Imperia gegeben haben.[2] Auch für das Gemälde „Triumph der Galatea“ in der Villa Farnesina stand Imperia Modell[8], ebenso wie für die linke der Sibyllen in der Capella Chigi in der Santa Maria della Pace
- Der zeitgenössische Dichter Matteo Bandello porträtierte sie in einer Novelle.
- Honoré de Balzac beschrieb 1832 eine Kurtisane namens Imperia in seiner Erzählung La belle Impéria. Da die Erzählung während des Konstanzer Konzils spielt, etwa 100 Jahre vor Imperias Tod, hat diese literarische Figur mit der historischen Person außer dem Namen und dem Beruf keine Gemeinsamkeit.
- Nach Balzacs Geschichte entstand das Gemälde Die schöne Frau Imperia von Lovis Corinth (1925) sowie die Imperia-Statue im Hafen von Konstanz (1993).
- Der Stoff der Imperia wurde in einem italienischen Fernsehfilm von 2005 mit der Schauspielerin Manuela Arcuri in der Hauptrolle verwertet.